# К'ук'-Балам I
К'ук'-Балам I (К'ук'-Бахлам I)(* 31 березня 397 — † бл. 435) — засновник царської династії Баакульського (Баакальського) царства класичних мая зі столицею в місті Паленке.

## Першоджерела

Центральна панель з «Храму Хреста»

Джерелом наших знань про К'ук'-Балама I та його наступників є так звані «Династичні тексти Паленке» — ієрогліфічні написи, зроблені писцями мая на кам'яних монуметальних скульптурних пам'ятках (стелах, настінних панелях, притолоках та ін.). Як правило, у таких «царських» написах фіксувалися події з династичної історії, а також найвизначніші звершення, пов'язані з військово-політичною і культово-ритуальною діяльністю того чи іншого царя (рідше вельможі). Написи датовано відповідно до календарної системи давних мая. Завдяки цьому ми можемо точно визначити час тієї чи їншої події і вибудувати їхню загальну хронологію.
Дати народження і воцаріння міфічних, легендарних та історичних правителів містяться на Центральній панелі з «Храму Хреста», одного із найбільших храмів Паленке.
Важливо взяти до уваги, що до нашого часу не збереглося історичних свідчень, сучасних першим правителям Паленке (єдиним винятком є знаменита «Чаша Каспера»). Монументи з «Храму Хреста», «Храму Написів» та інших храмів, на підставі яких ми реконструюємо династичну історію, було створено не раніше другої половини 7 ст., і ранні царі у них згадуються ретроспективно.

## Ім'я
Ім'я К'ук'-Балама у перекладі означає «Кецаль-Ягуар». Іменний ієрогліф цього правителя складається з поєднання символів кецаля (мовою мая «к'ук'») та ягуара (мовою мая «балам»). Можливим є також читання імені як К'ук'-Бахлам. Така розбіжність спричинена так званими «аспірованими голосними», які на письмі позначають шляхом додавання до відповідної голосної літери «х» (ах, ех, іх, ох, ух). Цей тип голосних присутній у деяких сучасних мовах мая, але його існування у давній мові ієрогліфічних текстів є недоведеним.

## Походження
Про походження К'ук'-Балама I майже нічого невідомо. В ієрогліфічних текстах Паленке він має титул К'ухуль Токтан Ахав, тобто «Священний Володар Токтана» або «Цар Токтана». Де саме знаходився Токтан (у перекладі «Хмарна Долина»), достеменно невідомо. З ієрогліфічних написів ми знаємо, що центральна частина Паленке, в якій розташовувалися головні адміністративні та культові споруди міста, у давнину мала назву Лакам Ха', що означає «Велика Вода». На межі V — VI століття царі Паленке змінюють свій титул з «Володарів Токтана» на «Володарів Баакуля». Ймовірно, за часів К'ук'-Балама I та двох його найближчих наступників Токтан був столицею царства, і лише пізніше резиденцію було перенесено до Лакамхи. Через це засновану К'ук'-Баламом I династію також називають «Лінією Токтан-Лакамхи».

## Правління. Засновник династії
З тексту на центральній панелі із «Храму Хреста» нам відомо, що К'ук'-Балам I народився у день 8.18.0.13.6, 5 Кімі 14 K'айаб (31 березня 397 року) і став царем («сів на володарювання») у день 8.19.15.3.4, 1 K'ан 2 K'айаб (11 березня 431 року). Хоча в ієрогліфічних текстах Паленке є згадки про більш ранніх володарів, саме К'ук'-Балам I є першим безсумнівно історичним правителем царства, від якого бере початок «лінія Токтан-Лакамхи». Дата смерті К'ук'-Балама I невідома, але ми знаємо, що його наступник (якому дослідники дали умовне прізвисько «Каспер») став царем у день 8.19.19.11.17, 2 Кабан 10 Шуль (10 серпня 435 року), тому дуже імовірно, що К'ук'-Балам I помер незадовго до цієї дати.